# Volvamos
«Volvamos» es el segundo sencillo del tercer álbum de estudio de la cantante y compositora mexicana Dulce María. El sencillo es una colaboración con el cantante panameño Joey Montana, quien además fue el compositor de dicho tema junto a Andrés Saavedra. Fue lanzado el 23 de septiembre de 2016. La canción tiene ritmos urbanos e influencias en el reguetón y pop latino. 
La canción alcanzó el primer lugar en iTunes en 13 países.

## Antecedentes
El 14 de junio de 2016, un fanático mencionó a Joey Montana vía Twitter agregando que le agradaría un feat entre él y Dulce María, Joey le comentó que este ya estaba en camino. Más tarde, el 22 de junio de 2016 el periódico de Panamá "Metro Libre" notificó que el empresario de Joey, Luis Antonio Rincón, confirmó la colaboración entre él y Dulce María, además agregó que la letra de la canción fue escrita por el propio Joey.
El 18 de julio de 2016, Dulce María y Joey Montana grabaron la canción en un estudio en México y anunciaron por medio de sus cuentas de Instagram que la canción se llamaría «Volvamos».

## Lanzamiento
El 9 de septiembre de 2016, Dulce María publicó en sus redes sociales un teaser anunciando el lanzamiento de Volvamos como segundo sencillo dando como fecha de estreno el día 23 de septiembre.

## Recepción

### Crítica
El sencillo recibió críticas positivas de la prensa. La radio española Cadena Dial publicó una nota definiendo la canción como "La combinación perfecta"... "Dulce Maria acaba de presentar Volvamos una nueva música que anticipa su esperado nuevo álbum, y para la ocasión encontró el compañero perfecto: Joey Montana. Nunca imaginaríamos que sus voces sonarían tan bien juntas!".

### Desempeño comercial
La canción se posicionó bien en iTunes luego de su lanzamiento en plataformas digitales, alcanzando la primera posición en trece países. Brasil, Chile, El Salvador, Perú, Colombia, Eslovaquia, Eslovenia, Paraguay, Costa Rica, Argentina, Honduras, Panamá y El Salvador fueron los países que la canción alcanzó el primer lugar, además de esos la canción quedó entre los más vendidos de otros países como México, Israel, España, Ecuador, entre otros.

## Vídeo musical
El 15 de octubre de 2016, Dulce María anunció en sus redes sociales, con un teaser, la fecha de lanzamiento del video. El 18 de octubre fue lanzado mundialmente por Ritmoson y el 19 de octubre en el canal VEVO de la cantante. Este trata sobre una pareja que terminó su relación pero siente ganas de volver.
El video fue bien recibido, en su lanzamiento en la plataforma iTunes alcanzó el primer lugar en 13 países.

## Posicionamiento
| Listas                                    | Mejor posición |
| ----------------------------------------- | -------------- |
| Ecuador (Monitor Latino Pop)              | 9              |
| Guatemala (Dzibeles)                      | 73             |
| México (Billboard Mexico Airplay)         | 47             |
| México (Billboard Mexico Espanol Airplay) | 15             |
| México (Monitor Latino Hot Song General)  | 10             |
| México (Monitor Latino Pop)               | 5              |
| México (Monitor Latino Pop Audiencia)     | 7              |
| Panamá (Monitor Latino Pop)               | 4              |

### Listas Anuales
| Listas (Lista)                  | Posición |
| ------------------------------- | -------- |
| Ecuador (Monitor Latino Pop)    | 77       |
| México (Monitor Latino Pop)     | 73       |
| Panamá (Monitor Latino General) | 76       |
| Panamá (Monitor Latino Pop)     | 8        |

## Histórico de lanzamiento
| País  | fecha                    | Formato                             |
| ----- | ------------------------ | ----------------------------------- |
| Mundo | 23 de septiembre de 2016 | Rádio / Download digital/ Streaming |